# Лептура-коримбія
Гамалик (Stictoleptura Casey, 1924) — рід жуків з родини Скрипунових.

## Систематика
Система роду Гамалик (Stictoleptura) залишається невирішеною. Морфологічні системи періодично ревізуються, а види переміщуються з роду в рід. Вичерпної молекулярної системи станом на 2025-й рік все ще не існує. 
Попередні дані 2020-го року щодо молекулярної філогенії роду Гамалик (Stictoleptura) на основі аналізу мітохондрієвого гену COI вказують на його поліфілетичність. Згідно них види Stictoleptura розподілені між двома незалежними гілками. З однієї сторони Stictoleptura scutellata і Stictoleptura canadensis споріднені із видами родів Paracorymbia і Brachyleptura, а з іншої — Stictoleptura rubra і  Stictoleptura succedanea споріднені до Anastrangalia і Cribroleptura.

## Різноманіття
Наведений нижче розподіл видів між підродами роду Гамалик (Stictoleptura) є однією із візій, однак приймається далеко не усіма фахівцями. Частину підродів розпізнають у якості самостійних родів або ж навіть синонімів один іншого. Такий поділ також не відповідає попередньому філогенетичному аналізу. Також слід додати, що деякі види, особливо балканські, можуть виявитись лише регіональними варіаціями більш широко розповсюджених видів. Низка видів, не наведених тут, уже зведені у синоніми або мають невизначений статус. Наведений нижче перелік є ознайомчим і не обов'язково відповідає баченням усіх експертів зі Скрипунових:
Підрід Stictoleptura 
- Stictoleptura canadensis (Olivier, 1800)
- Stictoleptura cordigera (Fueßlins, 1775)
- Stictoleptura eckweileri (Holzschuh, 1989)
- Stictoleptura erythroptera (Hagenbach, 1822)
- Stictoleptura fontenayi (Mulsant, 1839)
- Stictoleptura gladiatrix Sama, 2008
- Stictoleptura heydeni (Ganglbauer, 1888)
- Stictoleptura igai (Tamanuki, 1943)
- Stictoleptura ivoroberti Sama, 2010
- Stictoleptura oblongomaculata (Buquet, 1840)
- Stictoleptura olympicola Vartanis, 2023
- Stictoleptura rufa (Brullé, 1832)
- Stictoleptura slamai Sama, 2010
- Stictoleptura tangeriana (Tournier, 1875)
- Stictoleptura tripartita (Heyden, 1889)
- Stictoleptura trisignata (Fairmaire, 1852)

Підрід Aredolpona
- Stictoleptura dichroa (Blanchard, 1871)
- Stictoleptura rubra (Linné, 1758)

Підрід Cribroleptura
- Stictoleptura otini (Peyerimhoff, 1949)
- Stictoleptura stragulata (Germar, 1823)

Підрід Hesperoleptura
- Stictoleptura palmi (Demelt, 1972)

Підрід Melanoleptura
- Stictoleptura arabica Vartanis, 2024
- Stictoleptura scutellata (Fabricius, 1781)

Підрід Miroshnikovia
- Stictoleptura deyrollei (Pic, 1895)

Підрід Variileptura
- Stictoleptura variicornis (Dalman, 1817)

## Розповсюдження
Рід Гамалик розповсюджений по усій голарктиці включаючи Північну Африку, Європу, Азію (крім півдня), більшу частину Північної Америки.
В Україні розповсюджено 5 видів:
- Гамалик серцевидний – Stictoleptura cordigera (Fuessling, 1775)
- Гамалик червонокрилий – Stictoleptura erythroptera (Hagenbach, 1822)
- Гамалик чорний – Stictoleptura scutellata (Fabricius, 1781)
- Гамалик різновусий – Stictoleptura variicornis (Dalman, 1817)
- Гамалик червоний – Stictoleptura rubra (Linnaeus, 1758)